# 大いなる完
『大いなる完』（おおいなるかん）は、本宮ひろ志の漫画。また、この作品を原作とした高橋伴明監督による映画である。

## 概要
1983年から1984年にかけて、講談社「モーニング」に連載された。
主人公・鉄馬完は田中角栄をモデルにしたとされるが、本宮ひろ志独自のアレンジが多いため完全なフィクションになっている。例えば鉄馬完の出身地は広島県福山市近郊の山手村（この村名は戦前実在した）とされている（共同作業をしているともいわれる本宮夫人・もりたじゅんがこの近辺の出身である）。また幼少期の田中角栄が貧困だったのは父親の事業の失敗によるものであるが、本作の主人公・鉄馬完の場合は元より極貧の小作人の家に生まれている。そしてその出自が、主人公を巡るふたりの女のエピソードや、終生のライバルになる男の存在といった、モデルとなった田中角栄の生涯とは全く異なる、独自のストーリーへと発展していく。
貧農から故郷を出て土建業界で大成功し、戦後に国会議員になり、最終的には首相となり、政界で大きな権力を持つようになるその後の人生は、モデルである田中角栄をそのままなぞっている。作中には変名であるが実在の政治家も登場し、それらの描写、および主人公との関わりについても、事実をなぞっている。
1990年頃にヘクトからファミリーコンピュータ向けにゲームが開発されていたが、発売中止になっている。

## 映画
1998年に『大いなる完 ぼんの』のタイトルで、上映時間150分の長編映画が製作された。
的場浩司、哀川翔、南野陽子、大塚寧々の起用にくわえ、高橋恵子や白竜を迎えた著名な俳優陣でのキャスティングであったが、興行収入はふるわなかった。これにはレンタルビデオ主導の企画であったため、「舞台セットが低予算で、本宮ひろ志原作の映像作品にしては迫力に乏しく、結果的に不本意な仕上がりになった」との意見もある。
なお、映画での主な舞台は熊本県へ変更されている。

### キャスト
- 的場浩司（鉄馬完）
- 哀川翔（石倉新太郎）
- 南野陽子（石倉高子）
- 大塚寧々（キヨ）
- 大和武士（竜川次郎）
- 宇崎竜童（北野秀男）
- 青木堅治（勝又三郎）
- 白竜（大助）
- 佐野浅夫（石田茂）
- 高橋恵子（紀子）
- 松本竜助（権造） ほか

### スタッフ
- 製作：GPミュージアムソフト
- 監督：高橋伴明
- 脚本：佐々木乃武良、高橋伴明
- 主題歌：中島みゆき「私たちは春の中で」
- 挿入歌：中島みゆき「わたしの子供になりなさい」
- 製作総指揮：高橋紀成
- 配給：CIA